# Jeremy Abbott (Eiskunstläufer)
Jeremy Abbott (* 5. Juni 1985 in Aspen, Colorado) ist ein US-amerikanischer Eiskunstläufer, der im Einzellauf startete. Er ist viermaliger US-amerikanischer Meister und vertrat die USA bei den Olympischen Winterspielen 2010 und 2014.

## Persönliches
Abbott ist der Sohn von Allison Scott und Danny Abbott. Er hat eine Schwester, Gwen, eine Abfahrtsläuferin. Abbott begann schon im Alter von zwei Jahren mit dem Eislaufen, mit vier Jahren nahm er, inspiriert von Robin Cousins, bereits an Wettbewerben teil.

## Sportliche Karriere
Er trainierte im Verein Broadmoor SC in Colorado Springs, wechselte aber 2009 zu Trainerin Yuka Satō nach Detroit. Abbott ist der Sieger des Grand-Prix-Finales der Saison 2008/2009 und wurde 2009 zum ersten Mal US-Meister. Im Jahr 2010 gewann er die US-Meisterschaft zum zweiten Mal in Folge, mit großem Abstand vor dem amtierenden Weltmeister Evan Lysacek. Jedoch konnte er sein Potenzial weder bei der Weltmeisterschaft 2009 in Los Angeles noch bei den Olympischen Spielen 2010 in Vancouver ausschöpfen. Dies gelang ihm jedoch bei der Weltmeisterschaft 2010 in Turin besser, als er Fünfter wurde.
2011 rutschte Abbott in den nationalen Meisterschaften auf den 4. Platz und wurde infolgedessen nicht für die Weltmeisterschaft benannt, dafür aber für die Vier-Kontinente-Meisterschaften, wo er die Bronzemedaille hinter Daisuke Takahashi und Yuzuru Hanyū gewann. In der folgenden Saison qualifizierte sich Abbott durch eine Goldmedaille im Cup of China und eine Bronzemedaille im Cup of Russia zum dritten Mal für das Grand-Prix-Finale, in dem er Fünfter wurde. Bei den nationalen Meisterschaften 2012 konnte er seinen Meistertitel zurückgewinnen. Er wurde wieder zu den Weltmeisterschaften 2012 gesandt, wo er den 8. Platz erreichte. Zu Beginn der Saison 2012/13 hatte Abbott mit einer Rückenverletzung zu kämpfen. Er erreichte einen zweiten und einen fünften Platz in der Grand-Prix-Serie. Er beendete die Saison nach einer Bronzemedaille bei den nationalen Meisterschaften.
Seine letzte Wettbewerbssaison begann Abbott mit einer Bronzemedaille bei der NHK Trophy. Er wurde ein weiteres Mal US-amerikanischer Meister. Gemeinsam mit dem Zweitplatzierten Jason Brown wurde er für das Olympiateam der USA ausgewählt. Im Teamwettbewerb lief er das Kurzprogramm; das Team gewann die Bronzemedaille. Im individuellen Wettbewerb lag Abbott nach den Kurzprogramm auf dem 15. Platz, konnte sich aber mit einem 8. Platz in der Kür auf Platz 12 verbessern. Abbott beendete die Saison und seine leistungssportliche Karriere mit einem fünften Platz bei den Weltmeisterschaften 2014.

## Professionelle Karriere
Nach 2014 trat Jeremy Abbott nicht mehr in Wettbewerben an, verkündete aber erst 2017 offiziell das Ende seiner Karriere im Wettbewerb. In dieser Zeit trat er in Eisshows in den USA und Japan auf.
Inzwischen arbeitet Jeremy Abbott als Choreograf, unter anderem für Gracie Gold, und als Trainer. In der Saison 2020/21 trainierte er Alysa Liu gemeinsam mit Massimo Scali.

## Ergebnisse
| Meisterschaft/Jahr               | 2007  | 2008  | 2009  | 2010  | 2011  | 2012  | 2013  | 2014  |
| -------------------------------- | ----- | ----- | ----- | ----- | ----- | ----- | ----- | ----- |
| Olympische Winterspiele          |       |       |       | 9.    |       |       |       | 12.   |
| Weltmeisterschaften              |       | 11.   | 11.   | 5.    |       | 8.    |       | 5.    |
| Vier-Kontinente-Meisterschaften  | 3.    | 5.    | 5.    |       | 3.    |       |       |       |
| World Team Trophy                |       |       | 1.    |       |       | 2.    |       |       |
| US-amerikanische Meisterschaften | 4.    | 4.    | 1.    | 1.    | 4.    | 1.    | 3.    | 1.    |
| -                                |       |       |       |       |       |       |       |       |
| Grand-Prix-Wettbewerb / Saison   | 06/07 | 07/08 | 08/09 | 09/10 | 10/11 | 11/12 | 12/13 | 13/14 |
| Grand-Prix-Finale                |       |       | 1.    | 4.    |       | 5.    |       |       |
| Skate America                    |       |       |       |       |       |       | 5.    |       |
| Skate Canada                     |       | 8.    |       | 1.    |       |       |       | 6.    |
| Trophée Eric Bompard             |       |       |       |       |       |       | 2.    |       |
| Cup of Russia                    |       |       | 4.    |       | 3.    | 3.    |       |       |
| NHK Trophy                       |       | 4.    |       | 5.    | 2.    |       |       | 3.    |
| Cup of China                     |       |       | 1.    |       |       | 1.    |       |       |